# Defense Criminal Investigative Service
Le Defense Criminal Investigative Service (DCIS) (Service d'enquêtes criminelles de la Défense) est l'unité du département de la Défense des États-Unis chargée des enquêtes criminelles. Sa mission autoproclamée est de « protéger les combattants américains en procédant aux enquêtes fixées par les priorités de la défense nationale. »
Les enquêteurs du DCIS sont des agents spéciaux dotés de prérogatives fédérales pour faire appliquer les lois ; ils possèdent un permis de port d'arme et sont assermentés pour procéder à des arrestations
Comme les autres membres des agences d'enquête militaires, les agents du DCIS agissent sous couvert du Code des États-Unis et du code de justice militaire.